# Omicronema coronalata
Omicronema coronalata is een rondwormensoort uit de familie van de Xyalidae.